# Nawojowa (gmina)

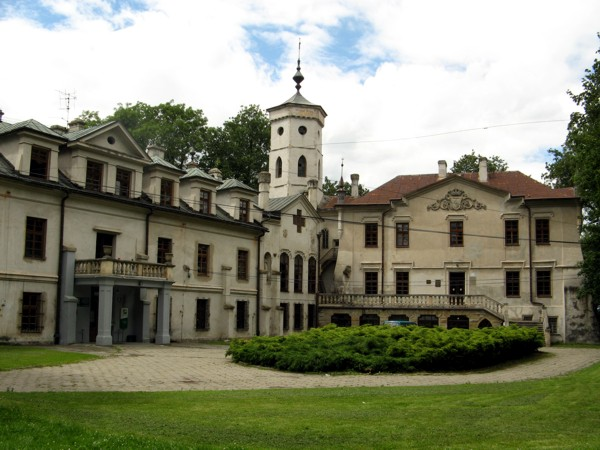
Pałac Stadnickich

Nawojowa – gmina wiejska w województwie małopolskim, w powiecie nowosądeckim. W latach 1975–1998 gmina położona była w województwie nowosądeckim. Siedzibą gminy jest Nawojowa.
Sąsiaduje z gminami Kamionka Wielka, Łabowa, Piwniczna-Zdrój, Rytro, Stary Sącz i miastem Nowy Sącz.

## Geografia
Obszar gminy w 1948 r. wynosił 9848 ha, w tym 6275 ha użytkowanych rolniczo. Grunty orne stanowiły 4434 ha.Gmina posiada obszar 51,13 km², w tym: użytki rolne 50%, użytki leśne 43%. Stanowi to 3,3% powierzchni powiatu.

## Historia
Powstanie Nawojowej datuje się na XIII–XIV w.
Nazwa wiąże się z imieniem Nawoja z Tęczyna, kasztelana krakowskiego, któremu ziemię przekazał jako uposażenie Bolesław Krzywousty. Rycerz Nawoj, pochodził z rodu Starzów Małopolskich.
W wiekach późniejszych Nawojowa przechodziła w ręce kolejnych przedstawicieli rodu. Ostatnim z nich był Piotr Nawojowski. To on w latach 1580–1590 zbudował w rodzinnej wsi zamek.
Kolejnymi rodami były: krótko panująca rodzina Lubomirskich, a następnie ród Stadnickich których praw własności pozbawi dopiero komunistyczna reforma rolna PKWN, po II wojnie światowej.
Za panowania rodziny Stadnickich nastąpił znaczny rozkwit miejscowości.
27 stycznia 1937 r. w pałacu Stadnickich podejmowana była przyszła królowa Holandii, księżniczka Juliana wraz z mężem księciem Bernardem, bawiąca w Polsce w podróży poślubnej.

## Sołectwa
Bącza Kunina, Frycowa, Homrzyska, Nawojowa, Popardowa, Złotne, Żeleźnikowa Mała, Żeleźnikowa Wielka.

## Demografia

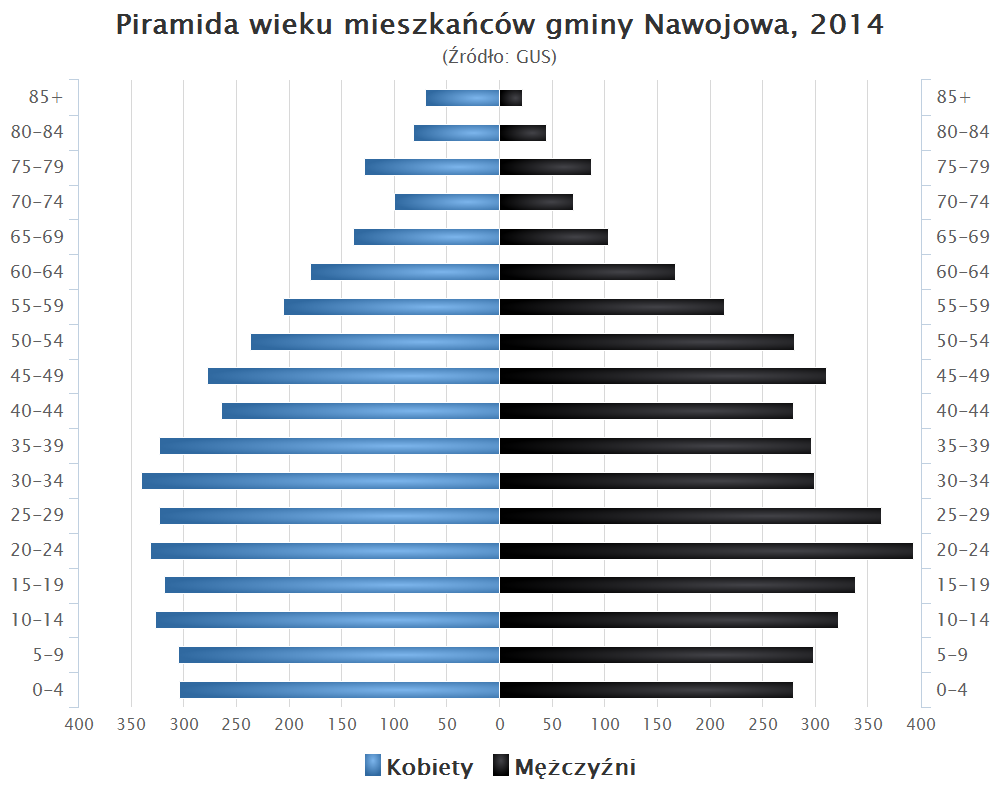
Piramida wieku mieszkańców gminy Nawojowa w 2014 roku

## Zabytki
- Pałac Stadnickich w Nawojowej.
- Murowany kościół w Nawojowej z 1897 roku.
- Kapliczka w Popardowej z 1857 roku.

## Kultura
Zespoły artystyczne:
- Dziecięco-Młodzieżowy Zespół Folklorystyczny "PIECUCHY"[3] z Nawojowej – prezentujący folklor Lachów Sądeckich, regionu w Beskidzie Sądeckim.Zespołowi towarzyszy tradycyjny skład muzyki. Zespół działa od 1995 roku i w swym dorobku ma wiele nagród i wyróżnień. Zespół ,,Piecuchy" reprezentował Polskę na III Światowej Folkloriadzie w 2004 roku na Węgrzech.
- Zespół "Nawojowiacy" – powstał w roku 1993, prezentuje tańce i śpiewy regionu Lachów Sądeckich. Jest laureatem wielu nagród i wyróżnień na festiwalach krajowych. Zespołowi przygrywa kapela w składzie tradycyjnym: skrzypce, basy, trąbka, klarnet.

## Urodzeni w Nawojowej
- Julia Rodzińska (Błogosławiona)
- Józef Edward Adam Stadnicki

## Szkolnictwo
W Nawojowej działa przedszkole gminne, szkoła podstawowa oraz gimnazjum.
W 1946 utworzono Zespół Szkół Ponadgimnazjalnych im. W. Witosa (dawniej Zespół Szkół Rolniczych im. W. Witosa), które uzyskało specjalną nagrodę Ministra Edukacji Narodowej i Sportu za zajęcie I miejsca w Ogólnopolskim Rankingu Szkół Średnich w kategorii szkół z małych miejscowości. Szkoła pełni funkcję ośrodka egzaminacyjnego Okręgowej Komisji Egzaminacyjnej, w którym młodzież zdaje egzaminy potwierdzające kwalifikacje zawodowe.